# Història de l'alfabet
La història de l'alfabet comença a l'antic Egipte, més d'un mil·lenni després d'haver començat la història de l'escriptura. El primer alfabet formal va sorgir cap al 2000 aC per representar el llenguatge dels treballadors semites a Egipte i es va gestar a partir dels principis alfabètics continguts en els jeroglífics egipcis. La majoria dels alfabets actuals del món, o bé descendeixen directament d'aquesta arrel, per exemple l'alfabet grec i el llatí, o es van inspirar en el seu disseny.

## Els escrits pre-alfabètics
Existeixen dos tipus de sistemes d'escriptura àmpliament documentats previs al segon mil·lenni aC: l'escriptura cuneïforme de Mesopotàmia i els jeroglífics egipcis. Ambdós eren molt coneguts a la zona de l'Orient mitjà es va desenvolupar el primer alfabet, que va tenir una àmplia difusió: l'alfabet fenici. Existeix alguna evidència que indicaria que el sistema cuneïforme estava desenvolupant algunes propietats alfabètiques en algunes llengües que l'havien adaptat, tal com s'observa posteriorment a l'antic sistema cuneïforme persa, però tot indica que aquests desenvolupaments van ser col·laterals i no ancestrals a l'alfabet. El sil·labari de Biblos posseeix suggestives similituds tant amb l'egipci hieràtic com amb l'alfabet fenici, però com que no ha estat desxifrat encara no és possible precisar si va tenir algun rol en la història de l'alfabet.

## Les primeres passes

### El començament a Egipte
Cap al 2700 aC els antics egipcis havien desenvolupat un conjunt de 22 jeroglífics per representar de forma individual les consonants del seu llenguatge, més un símbol 23 que sembla que representava vocals al començament o al final d'una paraula. Aquests glifs eren utilitzats com a guies de pronunciació en logogrames, per escriure inflexions gramaticals i, posteriorment, per transcriure paraules i noms estrangers. No obstant això, si bé el sistema era de naturalesa alfabètica, no va ser utilitzat per a una escriptura purament alfabètica. Per això, encara que el sistema permetia ser utilitzat com un alfabet, va ser sempre utilitzat amb un fort component logogràfic, presumiblement, degut al gran vincle cultural existent amb el complex sistema egipci. El primer sistema d'escriptura purament alfabètic es creu que va ser desenvolupat cap al 2000 aC pels treballadors semítics a la zona central d'Egipte. Durant els cinc segles subsegüents es va difondre cap al nord, i tots els alfabets subseqüents del món han descendit d'ell o han estat inspirats en un dels seus descendents, amb la possible excepció de l'alfabet meroític, una adaptació del tercer segle aC dels jeroglífics de Núbia al sud d'Egipte - encara que en aquest tema molts estudiosos sospiten que van existir influències del primer alfabet-.

### L'alfabet semític

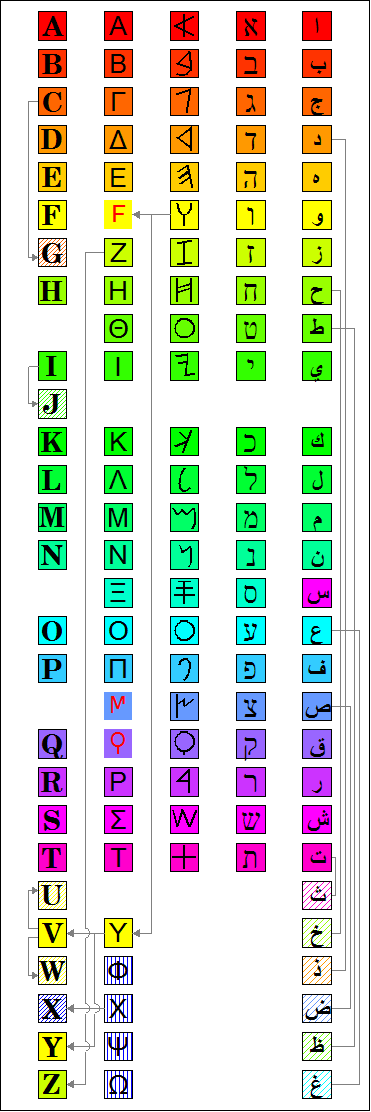
Taula amb detalls de quatre alfabets que descendeixen de l'abjad fenici, d'esquerra a dreta llatí, grec, alfabet fenici, hebreu, àrab.

Els alfabets de l'edat de bronze mitjà d'Egipte encara han de ser desxifrats. No obstant això, són alfabètics almenys de forma parcial i, probablement, de forma total. Els exemples més antics són gravats de la zona central d'Egipte i datats cap al 1800 aC.
Segons Gordon J. Hamilton, aquestes inscripcions demostren que el lloc de la invenció de l'alfabet molt probablement hagi estat Egipte.
Aquesta escriptura semítica no es va limitar als signes de les consonants egípcies existents, sinó que també va incorporar altres jeroglífics egipcis, formant un total d'uns trenta símbols. Es creu, encara que sense evidència concreta, que els van anomenar utilitzant noms semítics en lloc d'egipcis. Per exemple, el glif per ("casa" en egipci) es va convertir en bayt ("casa" en semític). No queda clar si és que aquests glifs, en ser utilitzats per escriure en llenguatge semític, eren de naturalesa purament alfabètica, representant solament la primera consonant dels seus noms d'acord amb el principi acrofònic, o si, en canvi, també podien representar seqüències de consonants o, fins i tot, de paraules com ho havien fet els seus antecessors: els jeroglífics. Per exemple: el glif "casa" pot ser que solament hagi significat b (b com en beyt "casa"), o podria haver representat tant la consonant b com la seqüència byt, com succeïa en egipci on es representava tant la lletra p com també la seqüència pr. Tot i així, quan l'escriptura es va disseminar cap a Canaan, ja era purament alfabètica, i el jeroglífic que inicialment representava "casa" només significava b.
El primer estat canaanita que va fer un ampli ús de l'alfabet va ser Fenícia, i per això, les versions posteriors de l'escriptura canaanita són anomenades fenícies. Fenícia era un estat marítim al centre d'una gran xarxa comercial, i aviat l'alfabet fenici es va difondre per tot el Mediterrani. Dues variants de l'alfabet fenici tindran un gran impacte en la història de l'escriptura: l'alfabet arameu i l'alfabet grec.

### Els derivats de l'abjad arameu
Els alfabets fenici i arameu, igual que el seu prototip egipci, representaven solament les consonants en un sistema denominat abjad. L'alfabet arameu, que va evolucionar a partir del fenici en el segle VII aC com el sistema oficial d'escriptura de l'imperi Persa, és probablement l'ancestre de pràcticament tots els alfabets moderns d'Àsia: 
- L'alfabet hebreu modern: va començar essent una variant local de l'arameu imperial. (L'alfabet hebreu original va esser mantingut pels samaritans.)[8][9]
- L'alfabet àrab: descendeix de l'arameu mitjançant l'alfabet nabateu utilitzat en el que actualment és el sud de Jordània.
- L'alfabet siríac: utilitzat després del segle iii aC, va evolucionar, gràcies al pahlavi i l'sogdià, cap als alfabets del nord d'Àsia, com ara l'Orkhon (probablement), l'uigur, l'mongol i l'manxús.
- L'alfabet georgià: és d'origen incert, però sembla que forma part de la família persa-arameu/ (o per ventura grega).
- L'alfabet arameu: és l'antecessor més probable dels alfabets bràhmics del subcontinent indi, que es van difondre cap al Tibet, Mongòlia, Indoxina i l'arxipèlag malai juntament amb les religions hindús i budistes. La(Xina i el Japó, si bé incorporen el budisme, ja tenien un desenvolupament propi i van retenir els seus sistemes logogràfics i sil·làbics.)
- L'alfabet hangul va ser inventat a Corea al segle xv. Si bé la tradició estableix que va ser una invenció autònoma, Gari Ledyard suggereix que algunes parts del seu sistema de consonants podrien estar basades en mitja dotzena de lletres derivades del tibetà per mitjà de l'alfabet phagspa imperial de la dinastia Yuan a la Xina; el tibetà és una escriptura bràhmica. Posseeix unes característiques úniques comparades amb els altres alfabets, ja que la resta de les consonants es deriven d'aquest nucli en forma d'un sistema distintiu.[10]

| Occident ← | Occident ← | Fenici       | → Bràhmics | → Bràhmics | → Bràhmics | → Coreà  |
| Llatí      | Grec       | Fenici       | Gujarati   | Devanagari | Tibetà     | → Coreà  |
| ---------- | ---------- | ------------ | ---------- | ---------- | ---------- | -------- |
| A          | Α          | Aleph        | અ          | अ          | ཨ          |          |
| B          | В          | Beth         | બ          | ब          | བ          | ㅂ, ㅁ   |
| C, G       | Г          | Gimel        | ગ          | ग          | ག          | ㄱ, (ㆁ) |
| D          | Δ          | Daleth       | ધ (ઢ)      | ध (ढ)      | -          |          |
| E          | Ε          | He           | હ          | ह          | ཧ          | (ㅱ)     |
| F, V       | Ϝ, Υ       | Waw          | વ          | व          | ཝ          |          |
| Z          | Ζ          | Zayin        | દ (ડ)      | द (ड)      | ད (ཌ)      | ㄷ, ㄴ   |
| H          | Η          | Heth         | ઘ          | घ          | -          |          |
| -          | Θ          | Teth         | થ (ઠ)      | थ (ठ)      | ཐ (ཋ)      |          |
| I, J       | Ι          | Yodh         | ય          | य          | ཡ          |          |
| K          | Κ          | Kaph         | ક          | क          | ཀ          |          |
| L          | Λ          | Lamedh       | લ          | ल          | ལ          | ㄹ       |
| M          | Μ          | Mem          | મ          | म          | མ          |          |
| N          | Ν          | Nun (lletra) | ન          | न          | ན          |          |
| -          | Ξ          | Samek        | શ          | श          | ཤ          |          |
| O          | Ο          | Ayin         | ?          |            |            |          |
| P          | Π          | Pe           | પ, ફ       | प, फ       | པ, ཕ       |          |
| -          | Ϡ          | Sade         | સ          | स          | ས          | ㅈ, ㅅ   |
| Q          | Ϙ          | Qoph         | ખ          | ख          | ཁ          |          |
| R          | Ρ          | Res          | ર          | र          | ར          |          |
| S          | Σ          | Sin          | ષ          | ष          | ཥ          |          |
| T          | Τ          | Taw          | ત (ટ)      | त (ट)      | ཏ (ཊ)      |          |

En la difusió de l'alfabet cap a l'oest (grec, llatí) i cap a l'est (bràhmic, coreà), s'ha d'observar que la correspondència exacta entre el fenici (a través de l'arameu) cap al bràhmic és incerta, especialment pel que fa a les sibilants i a les lletres entre parèntesis. La transmissió de l'alfabet des del tibetà (a través del phagspa) cap a l'hangul tampoc està exempta de controvèrsies.

## L'alfabet grec
Cap al segle viii aC els grecs van prendre l'alfabet fenici i el van adaptar al seu llenguatge, afegint-hi la gran innovació de representar les vocals. Les lletres de l'alfabet grec són les mateixes que les de l'alfabet fenici, i ambdós alfabets estan ordenats de la mateixa forma. No obstant això, si bé l'assignació de lletres vocals haguessin pogut complicar la llegibilitat de l'egipci, el fenici o l'hebreu, la seva absència hagués estat un problema per al llenguatge grec, en el qual les vocals posseeixen un rol molt més important. Per això, els grecs van adaptar aquelles consonants fenícies que no podien pronunciar i les convertiren en vocals. Tots els noms de les lletres de l'alfabet fenici començaven amb consonants, i aquestes consonants eren el que les lletres representaven, fet que es denomina principi acrofònic. Però diverses consonants fenícies no existien en el grec i, per tant, diversos noms de lletres es van pronunciar amb vocals en el seu inici. Atès que el començament del nom d'una lletra s'assignava al so d'aquesta lletra, en grec aquestes lletres consonants van passar a ser les vocals. Per exemple: els grecs no tenien oclusiva glotal sorda o h, per la qual cosa les lletres fenícies ’alep i he es van convertir en les lletres gregues alfa i i (posteriorment, reanomenada èpsilon), i van representar a les vocals /a/ i /i/ en lloc de les consonants /ʔ/ i /h/. Com que aquest procediment fortuït solament va permetre obtenir cinc o sis (depenent del dialecte) de les dotze vocals gregues, els grecs finalment van crear dígrafs i altres modificacions, tals com ei, ou, i o (la qual es converteix en omega), o en alguns casos senzillament van ignorar la deficiència, com en les a, i, o esteses.
Els experts sostenen que l'alfabet grec no va ser el producte d'una evolució, sinó d'una invenció en un lloc i en un moment concrets, malgrat que desconegut ara per ara. Es basen en la inexistència de formes primitives o vacil·lants de l'alfabet grec i en la seva aparició sobtada, deguda probablement al contacte amb mercaders fenicis. Malgrat això, es van desenvolupar diverses varietats de l'alfabet grec. D'una banda, hi havia les varietats occidentals o calcídees, situades a l'oest d'Atenes i al sud d'Itàlia. Les altres varietats, conegudes com a orientals, usades a Atenes, Jònia i altres territoris grecs de l'actual Turquia, aquesta varietat va ser la usada en la resta dels territoris que van adoptar el grec. Encara que al principi s'escrivís de dreta a esquerra com els fenicis, els grecs al final van decidir escriure d'esquerra a dreta.

### Els descendents de l'alfabet grec

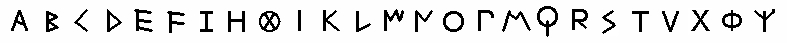
(grec occidental).

El grec es va convertir en la font de totes les formes d'escriptura modernes d'Europa. L'alfabet dels antics dialectes occidentals del grec on la lletra eta s'usava com h, donà lloc als alfabets itàlics antics i a l'alfabet llatí. En els dialectes grecs, que no tenien el so /h/, eta va seguir com a vocal, i va romandre com a vocal en el grec modern i en tots els alfabets que van derivar de la variant oriental: l'alfabet glagolític, el ciríl·lic, l'armeni, el gòtic (que va adoptar lletres gregues i també llatines), i possiblement, el georgià.
Encara que aquesta descripció presenta l'evolució de les escriptures en una forma lineal, això és una simplificació, ja que, per exemple: l'alfabet manxús, que descendeix de l'adjasi d'Àsia occidental, va ser influenciat pel coreà hangul que, segons les interpretacions, és un alfabet independent o deriva de l'abugida del sud d'Àsia. El georgià aparentment descendeix de la família aramea, però va anar fortament influenciat en la seva concepció pel grec. L'alfabet grec mateix que deriva dels jeroglífics a través de l'alfabet semític, més tard, va adoptar mitja dotzena de signes del demòtic quan va ser usat per escriure l'egipci copte.

## El desenvolupament de l'alfabet romà
Una tribu coneguda com els llatins, que es convertirien en els romans, també vivien a la península Itàlica al nord dels grecs occidentals. Els llatins van adoptar per a la seva escriptura una variant de l'alfabet grec occidental a través del contacte amb els etruscs, que usaven una transformació d'aquest, i dels propis grecs de la Magna Grècia al voltant del segle VII aC. Els llatins van rebutjar quatre lletres de l'alfabet grec, van prendre la F etrusca, que es pronunciava com /w/, i li donaren el so /f/; també van adoptar la S etrusca, amb tres línies en ziga-zaga, que posteriorment, es van corbar donant l'aspecte actual de la moderna S. Per representar el so /g/ en grec i el so /k/ en etrusc, es va usar inicialment la lletra Γ, que acabaria transformant-se en la P. Aquests canvis van donar origen a l'alfabet llatí arcaic, que inicialment tenia 21 lletres, però que abans del segle iii aC. va perdre la Z.

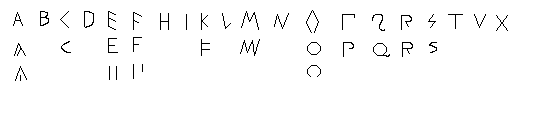
Alfabet llatí arcaic i els seus distintes variants.

Els romans usaven la c, k i q per a escriure el so /k/, la c va adoptar també el so /g/. Posteriorment, van inventar la G, afegint-li un pal a la c, i la van inserir entre la f i la h per raons desconegudes. Una vegada que l'Imperi Romà va prendre Grècia es reintroduí la z i es va adoptar la i per a transcriure les paraules gregues que es manllevaven, col·locant-les al final de l'alfabet. D'aquesta manera, i després de desaparèixer les efímeres lletres que va introduir Claudi, l'alfabet llatí va quedar amb 23 lletres durant la resta de l'antiguitat i l'edat mitjana. Durant l'edat mitjana apareixen per primera vegada les lletres minúscules a conseqüència de l'evolució soferta per les majúscules al generalitzar-se l'escriptura amb tinta sobre pergamí o paper.

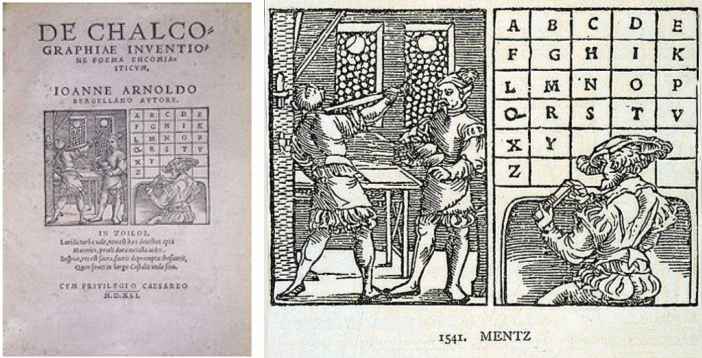
Tractat de 1541 on apareix l'alfabet amb 23 lletres. Àdhuc no estan la w, u i j.

Els pobles germànics van adoptar l'alfabet llatí després de la seva cristianització. Els anglosaxons van introduir transitòriament al seu alfabet dues runes, thorn «Þ» i wyn «ƿ», per transcriure dos sons del seu idioma no representats per les lletres llatines, /θ/ i /w/ respectivament, però van acabar rebutjant-les perquè podien confondre's amb la lletra P. Wyn va ser substituïda per dues ves consecutives, que van acabar lligant-se i originant una nova lletra: la W. Al final de l'edat mitjana es va començar a arrodonir la V per diferenciar quan corresponia al seu so vocàlic originant-se la O. La jota va començar a desenvolupar-se a partir de la i en el segle xv. Aquestes dues últimes incorporacions inicialment només eren varietats cal·ligràfiques, i no van ser acceptades com a veritables lletres fins a finals del segle xvii i inicis del xviii, quedant fixat l'alfabet llatí bàsic: 
| A | B | C | D | E | F | G | H | I | J | K | L | M | N | O | P | Q | R | S | T | U | V | W | X | Y | Z |

### Variants en els alfabets peninsulars: Ç i Ñ

Evolució de la grafia de la Z visigòtica a la Ç.

La lletra Ç, característica de l'alfabet català, és una lletra originada durant l'edat mitjana a la península Ibèrica per arquejament superior de la zeta visigòtica i amb un següent canvi cap avall de la posició. Els primers escrits on apareix aquesta grafia foren espanyols. Amb el pas del temps es van invertir els caràcters posant la z sota la c, d'aquí que s'anomenés petita zeta o cedilla, que va anar evolucionant fins a convertir-se en l'actual C trencada. Aquesta lletra també és utilitzada en l'occità, el francès, el portuguès i en alguns dialectes del friülès, i ho era en castellà antic i en basc prenormatiu, amb una funció idèntica a la del català. En canvi, en el turc, el kurd, l'albanès, el turcman, el tàtar, l'àzeri i en alguns dialectes del friülès, serveix per representar el so /tʃ/. També és utilitzat per a la transcripció romanitzada de l'àrab. En el turc és considerada una lletra de ple dret i no una variació.
La lletra Ñ es va originar a la península Ibèrica. La primera referència és de l'any 1295 en l'obra anònima escrita en castellà La gran batalla. Durant el segle xiv el seu ús s'estendrà, i ja el 1492 apareix a la gramàtica de Nebrija. La grafia apareix gràcies al costum dels copistes medievals de col·locar una petita ratlla damunt d'una ena per a indicar que era doble, estalviant així espai, quan la «nn» canvià el seu so palatalitzant-se, /ɲ/, l'ena palatal es va adoptar com a nova lletra a l'alfabet castellà; també s'utilitza en gallec i filipí.

## Els noms de les lletres i el seu ordre
Existeix un registre històric amb l'ordre de les lletres de l'alfabet del segle xiv aC, en un lloc anomenat Ugarit situat a la costa nord de Síria. Es van trobar tauletes que contenien al voltant d'un miler de signes cuneïformes, encara que no eren babilònics i només hi havia trenta signes diferents. En dotze d'aquestes apareix el conjunt de signes en ordre alfabètic. Han aparegut dos ordres diferents: un que és gairebé idèntic a l'ordre emprat per l'alfabet hebreu, el grec i el llatí i un segon ordre molt similar a l'usat per l'alfabet etíop.
Se sap quantes lletres hi havia a l'alfabet protosinaític, però no es coneix el seu ordre. Entre els seus descendents, l'alfabet ugarític tenia 27 consonants, l'alfabet àrab meridional en tenia 29, i a l'alfabet fenici es van reduir a 22. Aquestes escriptures es col·locaven en dos ordres, un era ABGDE en el fenici, i l'altre HMĦLQ en el meridional; l'alfabet ugarític s'ha trobat en els dos ordres. Ambdues seqüències testifiquen l'estabilitat que han conservat tots els alfabets derivats d'aquests tipus d'escriptura.
Els noms de les lletres també han romàs estables en molts dels alfabets descendents de l'alfabet fenici, entre els quals es troben l'alfabet samarità, l'arameu, el sirià, l'hebreu i l'alfabet grec. No obstant això, aquests noms van ser abandonats en l'alfabet àrab i en l'alfabet llatí. L'ordre de les lletres va romandre més o menys intacte en el llatí, en l'armeni, el gòtic i el ciríl·lic però es va canviar en l'alfabet brahmi, el rúnic i en l'àrab, encara que en aquest últim també es va mantenir, o va ser reintroduït, l'ordre abjadi tradicional com a alternativa.
La taula següent és un esquema dels noms i formes de les lletres de l'alfabet fenici i els alfabets derivats d'ell, en l'ordre del fenici, juntament amb l'ugarític: 
| Ordre alfabètic | Paraula protocanaanita           | AFI       | Valor numèric | Ugarític | Fenici | Hebreu   | Àrab   | Altres alfabets |
| 1               | ʼalp "bou"                       | /ʔ/       | 1             | 𐎀 ʼalpa  | ʼālep  | א alef   | ا alif | Α A А ᚨ         |
| 2               | bet "casa"                       | /b/       | 2             | 𐎁 beta   | bēt    | ב bet    | ﺏ bāʾ  | Β B В-Б ᛒ       |
| 3               | gaml "pal llancívol"             | /g/       | 3             | 𐎂 gamla  | gīmel  | ג guímel | ﺝ ǧīm  | Γ C-G Г ᚲ       |
| 4               | dalet "porta" / digg "peix"      | /d/       | 4             | 𐎄 delta  | dālet  | ד dàlet  | ﺩ dāl  | Δ D Д           |
| 5               | haw "finestra" / hll "jubilació" | /h/       | 5             | 𐎅 ho     | hē     | ה he     | هـ hāʾ | Ε E Е-Є         |
| 6               | wāw "ganxo"                      | /β/       | 6             | 𐎆 wo     | wāw    | ו vav    | و wāw  | Ϝ-Υ F-V-Y У ᚢ   |
| 7               | zen "arma" / ziqq "grillets"     | /z/       | 7             | 𐎇 zeta   | zayin  | ז zayin  | ز zāī  | Ζ Z З           |
| 8               | ḥet "fil" / "tanca"?             | /ħ/ / /x/ | 8             | 𐎈 ḥota   | ḥēt    | ח het    | ح ḥāʾ  | Η H И ᚺ         |
| 9               | ṭēt "roda"                       | /tˁ/      | 9             | 𐎉 ṭet    | ṭēt    | ט tet    | ط ṭāʾ  | Θ Ѳ             |
| 10              | yad "braç"                       | /j/       | 10            | 𐎊 yod    | yōd    | י yod    | ي yāʾ  | Ι I ᛁ           |
| 11              | kap "mà"                         | /k/       | 20            | 𐎋 kap    | kap    | כ kaf    | ك kāf  | Κ K К           |
| 12              | lamd "pica"                      | /l/       | 30            | 𐎍 lamda  | lāmed  | ל Lamedh | ل lām  | Λ L Л ᛚ         |
| 13              | mem "aigua"                      | /m/       | 40            | 𐎎 mem    | mēm    | מ mem    | م mīm  | Μ M М           |
| 14              | naḥš "serp" / nun "peix"         | /n/       | 50            | 𐎐 nun    | nun    | נ nun    | ن nūn  | Ν N Н           |
| 15              | samek "recolzament" / "peix" ?   | /s/       | 60            | 𐎒 samka  | sāmek  | ס Samek  |        | Ξ               |
| 16              | ʻen "ull"                        | /ʕ/       | 70            | 𐎓 ʻain   | ʻayin  | ע        | عʿayn  | Ο O О           |
| 17              | pu "boca" / piʼt "cantonada"     | /p/       | 80            | 𐎔 pu     | pē     | פ pei    | ف fāʾ  | Π P П           |
| 18              | ṣad "planta"                     | /sˁ/      | 90            | 𐎕ṣade    | ṣādē   | צ tzadi  | ص ṣād  | Ϡ               |
| 19              | qup "cordó"?                     | /kˁ/      | 100           | 𐎖 qopa   | qōph   | ק kuf    | ق qāf  | Ϙ Q Ҁ           |
| 20              | raʼs "cap"                       | /r/ / /ɾ/ | 200           | 𐎗 raša   | rēš    | ר resh   | ر rāʾ  | Ρ R Р ᚱ         |
| 21              | šin "dent" / šimš "Sol"          | /ʃ/       | 300           | 𐎌 šin    | šin    | ש shin   | س sīn  | Σ S Ш ᛊ         |
| 22              | taw "petjada"                    | /t/       | 400           | 𐎚 to     | tāw    | ת taf    | ت tāʾ  | Τ T Т ᛏ         |

Aquestes 22 consonants es posen segons la fonologia del semític nord-occidental. De les consonants protosemítiques reconstruïdes se n'han perdut set: les fricatives interdentals ḏ, ṯ, ṱ, la fricativa lateral sorda ś, ṣ́, la fricativa uvular ġ i la distinció entre la fricativa sorda uvular i faringea ḫ, ḥ que en canaanita convergiren ḥet. Les sis variants de les lletres que es van afegir a l'alfabet àrab les supleixen (excepte la ś), que sobreviu com un fonema separat com ሠ de l'alfabet ge'ez: ḏ equival a ḏāl, ṯ a ṯāʼ, ṱ a ḍād, ġ a ġ*ayn, ṣ́ a ẓāʼ i ḫ equival a ḫāʼ.

## Els alfabets gràficament independents
L'únic alfabet oficial en l'actualitat que no deriva de l'alfabet canaanita és el thaana de Maldives, encara que ha estat clarament influït per l'àrab, al qual les formes de les seves lletres deriven de numerals. L'alfabet osmaniya, ideat per a l'somalí en la dècada dels 1920 que va ser cooficial a Somàlia juntament amb l'alfabet llatí fins al 1972, també tenia lletres amb formes completament innovadores.
Entre els alfabets que ja no s'usen oficialment per cap llengua,alguns mostraven clarament que les seves formes eren independents dels semítics. L'alfabet zhuyin deriva de les formes dels caràcters xinesos. L'alfabet santali de l'Índia oriental sembla basat en símbols tradicionals, com per exemple: "perill" i "punt de trobada", a més de pictogrames inventats pels seus creadors. Els noms de les lletres del santali estan relacionats amb els sons que representen, segons el principi d'acrofonia, però a l'inrevés que en el semític original, ja que la lletra representa el so vocàlic o consonàntic del final. Inclouen el so al final: le (olor) representa a la e, mentre que en (gra)" representa a la n.
En l'antiguitat, l'alfabet ogam de les illes britàniques, que constava de signes quadrats, i les inscripcions monumentals de l'antic Imperi Persa s'ordenaven essencialment com havia quedat registrat en l'escriptura cuneïforme encara que la forma de les seves lletres era diferent i pel que sembla havia estat especialment creats per als seus idiomes.

## Els alfabets a altres suports
L'adopció de nous suports i materials d'escriptura provoquen una ruptura en les formes gràfiques i dificulta el seguiment de les relacions entre les seves grafies, com és el pas de la inscripció amb fang, sobre pedra o a l'escriptura amb tinta. Per exemple: no s'observa de forma immediata que el cuneïforme alfabet ugarític deriva del prototípic abjad semític, encara que sembla que així és. Les llenguës de signes són una continuació directa dels alfabets locals. La llengua de signes britànica, coneguda com a alfabet a dues mans, i els alfabets a una mà, com la llengua de signes catalana, la valenciana, l'espanyola o la francesa, mantenen les formes de l'alfabet llatí; la llengua de signes índia s'assembla al devanagari i la llengua de signes coreana a l'hangul, mentre que el braille, l'alfabet semàfor, les banderes de senyals marítims i el codi Morse són essencialment formes geomètriques triades arbitràriament. Les formes del braille i de les lletres semàfor, per exemple, deriven de l'ordre alfabètic llatí però no de les seves formes. La forma de la moderna taquigrafia també sembla no estar relacionada, si ho va estar amb l'alfabet llatí la connexió s'ha perdut amb el temps.